# Anton Ameltschanka
Anton Dsjamjanawitsch Ameltschanka (belarussisch Антон Дзям'янавіч Амельчанка; * 27. März 1985 in Homel) ist ein ehemaliger belarussischer Fußballspieler. Er spielte auf der Position des Torwarts. 
Seine Fußballkarriere begann Ameltschanka in seiner Heimatstadt beim FK Homel. Dort spielte er in seiner Jugend und es war ab 2004 ebenfalls sein erster Profiverein. Nach zwei Jahren wechselte er zum russischen Hauptstadtverein FK Moskau. Dort stand er zunächst für die zweite Mannschaft auf dem Platz. In der Saison 2007 spielte er sogar 5 Spiele für die erste Mannschaft. Im März 2010 unterschrieb er einen Vertrag über drei Jahre bei FK Rostow. Im Jahr 2015 stand er beim russischen Zweitligisten Fakel Woronesch unter Vertrag.
Das erste Mal wurde er 2007 als zweiter Torwart in die belarussische Nationalmannschaft berufen. Für sie absolvierte er nie ein volles Spiel, sondern wurde immer entweder aus- oder eingewechselt.